# Mohamed Kam Baks
Mohamed Kam Baks (1667. március 7. – 1709. január 14.) úgy is ismert, mint  Kam Baks, Aurangzeb mogul sah ötödik fia volt, aki Udaipuri Mahal nevű ágyasától született.

## Magánélete
Kam Baks 1677. március 7-én született Delhiben Aurangzeb mogul sah hat fiából ötödikként hindu ágyasától, az Udaipuri Mahaltól. Első feleségét 1681. február 2-án vette el Fakhr Dzsahán Kanamot, Barkurdár bég lányát. Második feleségét 1681. augusztus 9-én vette el, aki Dzsamilat-un-Nissza (Kalijan Kuar) volt, Amar Csand lánya, és a manoharpuri Dzsagat Szing nővére. Harmadik feleségét, Azárm Banu Begamot 1683. március 14-én vett el. Ő Mir Muazam Szajadat kán lánya volt.
Fiai Umaid Baks, Mohamed Muhi-usz-Szunnat Mirza (Fatima Begamot vette el, Szulejmán Sikoh herceg lányát és Dara Sikoh unokáját), Mohamed Firúzmand Mirza, Bariqulla Mirza és Muhi al-Millat Mirza voltak. Voltak még lányai is, az egyik, Hajat-un-Nisza Begam volt, aki Mohamed Karomhoz ment feleségül, aki Azim-us-San fia volt.

## Bídzsápur királya

### Polgárháború az uralkodói udvarban
Mohamed Kam Baks a Dekkán kormányzójaként, seregével Bídzsápurba ellen vonult 1707 márciusában. Mikor Aurangzeb halálhíre elterjedt a városban, a város uralkodója, Szajjid Nijaz kán harc nélkül adta neki át az erődöt. Trónra lépve Kam Baks kinevezte Ahszám kánt baksinak (hadvezér), tanácsadóját, Takarub kánt, miniszterelnöknek, magát pedig padisah Kam Baks-i-Dinpanahnak (Kam Baks uralkodó, a becsület védelmezője). Nyilvános imát (kutba) mondtak az új uralkodóért és érméket veretett a napra (arany) és a holdra (ezüst). 7-8 ezres lovasságának élén Vakinkéra ellen vonult, amit Aurangzeb halálát követően Parja Naik visszafoglalt a moguloktól. Ezen az úton Szajjid Nijáz kán cserben hagyta a herceget és testvéréhez pártolt, Azám sahhoz.
Útközben elfoglalta Kulbarga erődjét. 15-20 napos ostrom után elfoglalta Vakinkerát.
Időközben a versengés Takarub kán és Ahszán kán között kiéleződött. Ahszán kán piacteret nyittatott Bídzsápurban, ahol, Kam Baks engedélye nélkül nem adóztatta meg az üzleteket. Takarub kán ezt jelentette Kam Baksnak, aki megparancsolta az adózást. 1707 májusában Kam Baks elküldte Ahszán kánt, hogy szállja meg Golkondát és Haidarábádot. A kán érezte, hogy a herceg bizalma magingott benne, de ezután is maradéktalanul teljesítette a parancsokat. Haidarábád szubahdárja, Rasztam Dil kánt meggyőzte Ahszán kán és behódolt. Golkonda vezetője Bahádur sah közbenjárására elutasította Ahszán kán ajánlatát és ellenállt, aminek 4-5 ezres seregével adott nyomatékot. Úgy döntöttek, hogy Golkonda ellátmányát fogják korlátozni.
Takarub kán megirigyelte Ahszán kán sikereit és elhatározta, hogy eltiporja őt. Összefogott Szajjid Ahmeddel ebben az ügyben. Szándékosan félremagyarázta a bizalmas találkozókat Ahszán kán, Szaif kán (Kam Baks íjászoktatója), Arszán kán, Ahmed kán, Naszír kán és Rasztem Dil kén (valamennyien Kam Baks korábbi tanítói voltak és az akkori udvar tagjai) között, miszerint összeesküvést szőttek Kam Baks meggyilkolására, amire akkor került volna sor, amikor az uralkodó a pénteki imára ment volna a nagymecsetbe. Miután értesítették Kam Baksot a dologról, ő meghívta Rasztem Dil kánt ebédre. A vacsorára menet letartóztatták és úgy végezték ki, hogy elefánttal összetapostatták. Szaif kán kezeit levágták és Arsad kán nyelvét kivágták.
Ahszan kán nem vette komolyan közeli barátai figyelmeztetéseit, hogy Kam Baks le fogja tartóztatni. Bebörtönözték és vagyonát elkobozták. 1708 áprilisában Bahádur sah követe, Maktabár kán Kam Baks udvarába érkezett. Mikor Takarub kán azt sugalmazta Kam Baksnak, hogy Maktabár kán meg akarja őt fosztani trónjától, Kam Baks lakomára hívatta a követet és kíséretét, majd kivégeztette őket.

### Bahádur sah déli hadjárata
Miután Mohamed Azám sahot a Dzsadzsaui csatában 1707-ben Bahádur mogul sah sah legyőzte, trónra lépett. 1708 májusában az uralkodó levelet intézett Kam Bakshoz, amelyikben azt a reményét fejezte ki, hogy óvakodni fog attól, hogy független uralkodónak kiáltassa ki magát, és hogy tiszteletét teszi apja, Aurangzeb, sírjánál. Kam Baks megköszönte a levelet anélkül, hogy kifejtette volna terveit vagy magyarázná tetteit, pedig Bahádur már tudta, hogy saját nevében pénzérméket veret.
A sah, amint dél felé vonult, 1708. június 28-án megtudta, hogy Kam Baks megtámadta Macshlibandárt, hogy megszerezze a több mint 3 millió rúpiát érő kincset, amit az erődbe rejtettek. A tartomány szubahdárja, Dzsan Szipar kán, nem adta át a kincseket. A felbőszült Kam Baks megölette Dzsan Szipar kánt és elkobozta vagyonát, majd megparancsolta, hogy újabb négyezer katonával erősítsék meg a támadást az erőd ellen. Júliusban a Kulbarga erőd helyőrsége kikiáltotta függetlenségét és a sahhoz fordultak elismerésért és támogatásért. A bídzsápuri Daler kán is kijelentette, hogy elhagyja Kam Baks szolgálatát és meghallgatást kérvényezett Bahádurnál. 1708. november 5-én a sah tábora elérte Bidárt, ami 108-km-re északra helyezkedik el Haidarábádtól. William Irvine történész azt írta, hogy, minél közelebb jött a sah, annál többen hagyták cserben Kam Baksot.
November 1-én Samser kán, Pam Naik (a vakinkérai zamindár, földesúr testvére) és más helyi vezetők elhagyták seregeikkel (30 000 lovas és 6 000 gyalogos) Kam Baks táborát, aki viszont kisajátította a földesúr minden vagyonát.
Mikor Kam Baks baksija (tábornoka) azt mondta, hogy a dezertálásoknak az oka, hogy nem tudta megfizetni a katonákat, azt az oktalan kijelentést tette a herceg, hogy: „Miért lenne szükségem rájuk? Bizodalmam az istenben van és legjobb fog történni.” A baksi ezt a kijelentést elbocsátásnak vette és elhagyta a katonai tábort. A megmaradt katonák elcsüggedtek.
Mivel fennállt a veszély, hogy a tengeren keresztül Kam Baks Perzsiába menekül, minden kikötőben azt a parancsot kapták, hogy tartóztassák fel. Zulfikár Nuszrat Dzsang kán, megegyezett Thomas Pittel, a Madraszi elnökség kormányzójával, hogy ha elfogja Kam Baksot, akkor 200 000 rúpia fejdíjat kap. Kam Baksnak mindössze 2 500 lovasa és 5 000 kovás puskával felszerelt gyalogosa maradt.

## Háború Bahádur sah ellen és halála
Dzsahandár sah herceget, Bahádur fiát, bízták meg az előőrs vezetésével, és hogy fedezéket készítsen a katonai tábor körül. Két nappal később Zaman kánt nevezték ki a helyébe. A biztos átvonulást az utak menti kiemelkedések elfoglalásával biztosították. A felderítők azt a hírt hozták, hogy Kam Baks elhagyta Haidarábádot és elvégeztette az előkészületi földmunkákat katonai tábora körül. A sah tüzérségét tábornoka, Iszlám sah vezette. A támadás előtti utolsó megbeszéléseket 1709. január 9-én folytatták. A csatatervet Zulfikár kán dolgozta ki és Dzsahandár herceg és Hamiduddin kán hagyták jóvá. Január 12-én Bahádur seregszemlét tartott 140 ezres lovassága és 180 ezres gyalogsága felett. Kam Baks már csak a csodában bízott 300-400 főre soványodott lovassága élén.
Január 13-án reggel indult meg a támadás. A mogul sereg két irányban támadott. A jobb szárny 10-12 ezer emberét Munim kán vezette, és Rafi-us-san és Dzsahán sah segédkeztek neki. A bal szárny 14-15 ezer katonáját pedig Zulfikár kán irányította. Azt a parancsot kapták, hogy a felesleges mészárlás elkerülése okából ne siessék el a támadást, hanem foglaljanak el a terepen minden stratégiai pontot, és fogják körbe a ligetet, ahol Kam Baks rejtőzködött. Két órán belül a gyűrű bezárult és a herceget bekerítették. Mivel délig sem kaptak parancsot a sahtól és Zulfikár sahnak amúgy is voltak elintézetlen számlái Kam Bakssal, elindította a támadást Kam Baks kis létszámú serege ellen. A jobb szárny is csatlakozott a támadáshoz.
Kam Baks maga is bele vetette magát a csatába. Két tegeznyi íjat is kilőtt és számos ellenségét megölt, vagy megsebzett. Irvine szerint, midőn sebeiből vérezve elgyengült, Daud kán afgán katonái elfogták fiával, Bariqullával, egyetemben. Legidősebb fia, Muhi-usz-szunat hősiesen harcolt. Vita alakult ki Mumin kán és Zulfikár kán közt, hogy kinek az érdeme Kam Baks elfogása. Rafi-us-san herceg a vitát az utóbbi javára döntötte el. Kam Baksot délután gyaloghintón vitték a sah elé. Hamarosan 3 fogságba esett fiát (Muhi-usz-szunat, Firuzmand, Bariqulla) is meghozták. A sah közelében egy sátorban helyezték el őket minden kényelemmel és a legjobb sebészek látták el sérüléseiket. Ennek ellenére másnapra Kam Baks és Bariqulla meghaltak. Kam Baks testét 10 nap után Delhibe vitték, ahol azután eltemették Humájun császár síremlékébe. Az életben maradt fiai az uralkodó szolgálatába álltak és tábornoki rangban szolgálták a birodalmat.

## Fordítás
Ez a szócikk részben vagy egészben  a   Muhammad Kam Bakhsh című angol Wikipédia-szócikk ezen változatának fordításán alapul.  Az eredeti cikk szerkesztőit annak laptörténete sorolja fel. Ez a jelzés csupán a megfogalmazás eredetét és a szerzői jogokat jelzi, nem szolgál a cikkben szereplő információk forrásmegjelöléseként.